# F.C. Knudde
F.C. Knudde is een Nederlandse stripreeks bedacht door Toon van Driel. De strip gaat over het wel en wee van de voetbalclub F.C. Knudde, met in de hoofdrollen Jaap en Dirk, die in velerlei komische situaties belanden.
De meeste verhalen vinden plaats op en rond het voetbalveld, hoewel zo nu en dan ook uitstapjes naar andere sporten worden gemaakt. Zo doet het elftal van Knudde mee aan de Olympische Spelen en de Tour de France.

## Geschiedenis
De strip verscheen als dagstrip vanaf 1973 in het sportkatern van het Algemeen Dagblad.
De strip werd populair en vanaf september 1975 verscheen F.C. Knudde als vast onderdeel in het AVRO-televisieprogramma AVRO's Sportpanorama.
In 1977 verschenen de belevenissen van F.C. Knudde ook in het weekblad Eppo. De albums werden uitgegeven door uitgeverij De Vrijbuiter. Tegenwoordig is F.C. Knudde nog dagelijks te lezen in het Brabants Dagblad en sinds 1998 in het Limburgs Dagblad (eerst als vervolgverhaal, later losse stroken). Sinds 2008 is de cartoon dagelijks te vinden op NUsport (zes keer per week), de sportsite van de nieuwssite NU.nl.
In 1998 Is er ook een velletje met 10 postzegels uitgebracht. FC Knudde Velletje met catalogusnummer NVPH V1763.

## Bekende uitspraken
Dirk: "Tikkie terug, Jaap!"

## Personages

### De spelers
- Dirk, doelman (niet bepaald groot)
- Jaap, vrije verdediger
- Kees, ausputzer (oersterk, maar erg gevoelig)
- Klaas, vleugelverdediger
- Siegfried Einzweistein, spelverdeler
- Ernst Blokhoofd, middenvelder
- Wijnand Blokhoofd, middenvelder
- Juan Jesus Castillo, hangende spits

### Overige
- De trainer
- Bello, verzorger (sint-bernardshond)
- De voorzitter
- Heike Fopma, sponsor
- Dr. Louis Pastoor, medisch begeleider (ook wel Loe genaamd)
- Dr. Sigmund Fruit, psychiatrisch begeleider
- Tante Truus, koffiedame
- Lin Piao, wasbaas
- Tinus, terreinknecht

## De albums
De oudste albums zijn Tikkie Trug (niet in kleur) en F.C. Knudde (bijna alles wit, broeken rood). Deze werden echter op den duur niet meer herdrukt, echter later samengevoegd en uitgegeven als deel 12: Knudde antiek of hoe het begon.
1. F.C. Knudde thuis (1978)
2. Knudde naar Argentinië (1978)
3. Knudde naar IJsland (1978)
4. Zwaar Knudde (1979)
5. Knudde naar Frankrijk (1979)
6. Knudde naar Amerika (1979)
7. Knudde in Amerika (1980)
8. Knudde met een rietje (1981)
9. Knudde zootje (1983)
10. Smallroom Dancing bij Knudde (1983)
11. Knudde wat de klok slaat (1984)
12. Knudde antiek of hoe het begon (1984)
13. Hoezo Knudde? (1984)
14. Knudde met de pet op (1984)
15. Een Knudde team (1984)
16. Knudde en nog eens Knudde (1985)
17. Knudde naar Afrika (1985)
18. Knudde in Space (1985)
19. Super Knudde (1985)
20. Knudde in mineur (1986)
21. De jeugd van Jaap en Dirk (+ Stän & Øllie bij knudde) (1986)
22. Knudde slaat terug! (1987)
23. Alleen maar problemen (1987)
24. Een terechte strafschop (1988)
25. Knudde en 't aerobic dansen (+ Knudde naar Babbelonia) (1988)
26. Knudde naar Moskou (1988)
27. Zoals Knudde thuis tikt (deel 1) (1988)
28. Zoals Knudde thuis tikt (deel 2) (1989)
29. Typisch Knudde (1990)
30. Knudde knock out! (+ De Stones in het Knuddestadion (1990)
31. Knudde naar Dallas (+ T.E. bij Knudde) (1990)
32. Knudde in Transsylvanië (+ Knudde in Dynastie Crest) (1990)
33. Knudde sport complex (1992)
34. Knudde in hogere sferen (1993)
35. Zeldzaam Knudde boek (1998)

Ook werden enkele verhalen gebundeld en opnieuw uitgegeven:
1. Knudde special 1 (1994) - bevat deel 21, 26, 27
2. Knudde special 2 (1994) - bevat deel 31, 32, 33
3. Knudde special 3 (1995) - bevat deel 5, 6, 7
4. Knudde special 4 (1995) - bevat deel 12, 13, 34
5. Knudde Sportief 1 (1997) - bevat selecties uit eerdere strips
6. Knudde Sportief 2 (1997) - bevat selecties uit eerdere strips
7. Knudde Voetbal 1 (2000) - bevat selecties uit eerdere strips
8. Knudde Voetbal 2 (2000) - bevat selecties uit eerdere strips

In 2000, kwamen er ook nieuwe versies uit van Knudde Sportief, tevens genaamd deel 1 en 2, maar bevatten selecties uit andere (eerdere) strips.
Om de verwarring nog groter te maken kregen deze alsmede de naam van deel 13 en 15, echter dit zijn andere verhalen!
1. Hoezo Knudde? - Knudde Sportief 1
2. Een Knudde team - Knudde Sportief 2

In de jaren 80 werd er ook een F.C. Knudde-magazine uitgegeven. Er verschenen negen edities, met als bijlage een Knudde poster. Deze verhalen verschenen later ook in de albumreeks.
1. Knudde (De jeugd van Jaap en Dirk) (1982)
2. Knudde in Transsylvanië (1982)
3. Knudde naar Dallas (1982)
4. De Stones in het Knuddestadion (1982)
5. Stän & Øllie bij knudde (1983)
6. Knudde naar Babbelonia (1983)
7. T.E. bij Knudde (1983)
8. Knudde en 't aerobic dansen (1983)
9. Knudde in Dynastie Crest (1984)